# Smittskyddsläkare
I Sverige planerar, organiserar och leder en smittskyddsläkare smittskyddet i sin region. Bland annat följer smittskyddsläkaren smittskyddsläget i regionen, och lämnar allmänheten råd och upplysningar i smittskyddsfrågor. Vederbörande utses normalt av regionens hälso- och sjukvårdsnämnd (eller den nämnd som har motsvarande ansvar).

## Allmänfarliga och andra anmälningspliktiga sjukdomar
Om en läkare upptäcker eller får goda skäl att misstänka att en patient är smittad av en anmälningspliktig sjukdom, så ska läkaren anmäla detta till bland annat sin regions smittskyddsläkare. Även veterinärer har viss liknande anmälningsplikt. I normala fall ska smittskyddsläkaren inte vidare behöva befatta sig med det enskilda vårdärendet.
Om sjukdomen också är allmänfarlig, och patienten inte följer de anvisningar om exempelvis undersökning, information eller behandling som läkaren med stöd av lagen meddelar patienten, och läkaren inte bedömer att vederbörande enkelt kan få patienten att ändra beteende, så skall dock även detta anmälas till smittskyddsläkaren. Å andra sidan kan också patienten till smittskyddsläkaren överklaga den behandlande läkarens anvisningar om förhållningsregler, om dessa enligt patienten är onödigt långtgående. Om smittskyddsläkaren bedömer att patienten inte följer sådana förhållningsregler, och därmed utsätter andra för påtaglig risk för smitta, så kan vederbörande hos förvaltningsdomstol begära att tvångsåtgärder vidtas mot patienten. I akuta fall har smittskyddsläkaren också möjlighet genomdriva omedelbar tvångsisolering av patienten utan att invänta förvaltningsrättens beslut, men måste då skyndsamt underställa rätten detta beslut. Likaså kan smittskyddsläkaren mot patientens vilja informera patientens närstående om dess allmänfarliga smitta, om både vederbörande och den behandlande läkaren anser att detta är nödvändigt.

## Smittspårning
En behandlande läkare som upptäcker eller misstänker att en patient har en smittspårningspliktig sjukdom skall normalt på egen hand verkställa smittspårning, utan någon anmälan om detta till smittskyddsläkaren.
I vissa fall kan eller skall smittskyddsläkaren emellertid ta över ett smittskyddsärende, eller utse en person att i vederbörandes ställe utföra smittspårningen. Detta kan gälla, om smittspåraren inte bedömer sig kunna utföra smittspårningen, eller om smittskyddsläkaren bedömer att tillräcklig smittspårning inte utförs. Likaså skall smittspåraren underrätta smittskyddsläkaren om patienten vägrar att medverka vid smittspårningen.